# Соаніерана-Івунгу (округ)
Соаніерана-Івунгу (фр. District de Soanierana Ivongo) — округ на північному сході Мадагаскару в регіоні Аналанджируфу провінції Туамасіна. Адміністративний центр — Соаніерана-Івунгу. Населення — 128 915 жителів (згідно з переписом 2011 року). Площа — 4,814 км².